# 醃魚罈繼承人
《醃魚罈繼承人》（羅馬化：Thayat Hai Thongkham），是一部由薩塔蓬·納奎萊羅執導，阿卡拉帕·邦納格與薩蘭查·米猜領銜主演的泰国愛情劇。2024年3月13日起，每週一至週四晚間六點於Thai Ch8首播。

## 演員陣容
註：括號內的演員姓名為小名。

### 主演
- 阿卡拉帕·邦納格（Aun） 飾演 Jin
- 薩蘭查·米猜（Pang） 飾演 Maliwan

### 配角
- 諾伊·朋南（Noi） 飾演 Thongkham
- 薩維卡·坎恰納馬（Tuang） 飾演 Duangkhae
- 本傑絲莉·瓦塔納（Beau） 飾演 Raemjan
- 榮·蘇裡亞（英语：Rung Suriya）（Rung） 飾演 Boonman
- 查洽灣·碧威實（Keng） 飾演 Wanchai
- 通通·摩喬克（Thongthong） 飾演 Buangam
- 蘇帕納·查冷拆札稜奇（英语：Supanat Chalermchaichareonkij）（Aof） 飾演 Kai
- 阿努薩拉·萬通塔克（Preaw） 飾演 Pladuk

## 外部連結
- MyDramaList上的劇情簡介 （页面存档备份，存于）（英文）
- YouTube上的8頻道《醃魚罈繼承人》播放列表（泰文）
- 豆瓣电影上《醃魚罈繼承人》的資料 （简体中文）

## 電視節目的變遷
| 泰國 Thai Ch8 星期一至星期四 18:00－19:00 | 泰國 Thai Ch8 星期一至星期四 18:00－19:00    | 泰國 Thai Ch8 星期一至星期四 18:00－19:00 |
| ----------------------------------------- | -------------------------------------------- | ----------------------------------------- |
|                                           | 醃魚罈繼承人 （2024年3月13日－2024年5月8日） |                                           |
| 木偶邪靈 （2024年1月8日－2024年3月12日）  | 教父 （2024年5月9日－）                      |                                           |